# Yo-kai Watch
Yo-kai Watch (jap. 妖怪ウォッチ, Yōkai Wotchi, dt. „Geister-/Monster-Uhr“) ist ein japanisches Medienfranchise mit Fokus auf digitale Rollenspiele, die von Level-5 entwickelt und publiziert werden. Das erste Spiel der Reihe wurde in Japan am 11. Juli 2013, in Nordamerika am 6. November 2015 und in Europa am 29. April 2016 für den Nintendo 3DS veröffentlicht. Mit Yo-kai Watch 2 erschien am 10. Juli 2014 in Japan der erste Nachfolger, der in drei Versionen, Ganso, Honke und Shinuchi (am 13. Dezember 2014) veröffentlicht wurde. Das europäische Veröffentlichungsdatum war der 7. April 2017, die deutschen Versionen heißen Yo-kai Watch 2: Knochige Gespenster/Geistige Geister/Kräftige Seelen.  Darauf folgte mit Yo-kai Watch Busters am 11. Juli 2015 ein Spin-off. Yo-kai Watch 3 erschien am 16. Juli 2016 in Japan und am 7. Dezember 2018 in Europa. Am 20. Juni 2019 kam Yo-kai Watch 4  für die Nintendo Switch in Japan auf den Markt. Die Spielereihe wurde auch in Form mehrerer Mangaserien und einer Anime-Fernsehserie adaptiert.

## Handlung
Eines Tages findet Nathan (in Japan Keita) beim Käfersuchen im Wald einen verdächtig aussehenden Automaten und wirft Geld ein. Aus der Kapsel, die er aus dem Automaten erhält, schlüpft Whisper, der ihm die Yo-kai Watch, eine Armbanduhr mit der Fähigkeit, Geister, die als Yo-Kai bekannt sind, sichtbar zu machen und diese zu beschwören, gibt. Von nun an kann Nathan die Yo-kai in seiner Umgebung sehen, die seinen Mitmenschen das Leben schwer machen. Nathan und Whisper beginnen, sich mit allen Arten von Yo-kai anzufreunden, wodurch sie deren Yo-kai Medaillen sammeln. Mit den Medaillen ist es Nathan mithilfe der Yo-kai Watch möglich, die befreundeten Yo-kai zu beschwören und sie im Kampf gegen böse Yo-kai einzusetzen.

## Gameplay
Yo-kai Watch ist ein Rollenspiel, in dem der Spieler in Nathans oder Katies Rolle schlüpft und in dessen Heimatort Lenzhausen nach Yo-kai sucht. Ihm stehen dazu ein Radar sowie die Linse der Yo-kai Watch zur Verfügung. Mit dem Radar lässt sich der Aufenthaltsort grob bestimmen, während zum tatsächlichen Aufspüren die Linse erforderlich ist, die entweder mittels Schiebepad oder Touchscreen des Nintendo 3DS für eine vorgegebene Zeit über dem sich bewegenden Yo-kai gehalten werden muss. Ist ein Yo-kai aufgedeckt, so ist er auch ohne Linse sichtbar. Es folgt meist eine Cut-Scene, in der sowohl der Name des Yo-kai und seine Fähigkeit als auch der Grund seiner Handlungen genannt werden. In aller Regel muss der aufgedeckte Yo-kai dann vom Spieler im Kampf besiegt werden.
Im Kampf stehen dem Spieler jeweils sechs Yo-Kai, mit denen er sich zuvor angefreundet hat, zur Verfügung. Sie greifen den oder die Gegner automatisch mit schwachen Attacken an. Um jedoch einen Kampf für sich zu entscheiden, muss der Spieler Ultiseelschläge anwenden, die eine Art Spezialangriff darstellen. Hierzu müssen der Ultiseelschlag aktiviert werden und anschließend auf dem Touchscreen verschiedene Aktionen durchgeführt werden. Diese reichen vom Antippen sich (mitunter schnell) bewegender Münzen bis zum Nachzeichnen von eingeblendeten Symbolen. Neben der Hauptgeschichte gibt es Nebenaufgaben, in denen spezielle Gegenstände und Erfahrung gewonnen werden können.
In Yo-kai Watch 2 ist der Ort der Handlung auf die gesamte Kemamoto-Region und die Vergangenheit erweitert, in der andere Yo-kai angetroffen werden können.

## Wibble Wobble
Es gibt mehrere Smartphone-Apps zu Yo-Kai Watch, die erfolgreichste ist Yo-Kai Watch Puni Puni (japanisch), (amerikanisch/europäisch: Wibble Wobble). Wibble Wobble ist ein Puzzle Game mit wöchentlichen Updates, sogenannten „Events“. Dieses Smartphone-Spiel stellte seinen Dienst in den westlichen Regionen außerhalb Japans am 31. Mai 2018 ein.

## Manga
Neben den Videospielen sind bisher sechs Manga-Adaptionen produziert worden. Ein Shōnen-Manga erschien zwischen dem 15. Dezember 2012 (Ausgabe 1/2013) und dem 21. April 2023 regelmäßig bei CoroCoro Comic von Shogakukan. Insgesamt erschienen 23 Sammelbände, die von Shogakukan auch in Singapur herausgebracht werden. Von November 2016 bis November 2024 wurde eine deutsche Übersetzung von Kazé Deutschland bzw. Crunchyroll mit allen 23 Bänden veröffentlicht. Viz Media veröffentlicht die Serie in den USA. Ein gleichnamiger Shōjo-Manga erscheint seit dem 27. Dezember 2013 im Magazin Ciao des gleichen Verlags. Er wird von Norma Editorial auch in Spanien veröffentlicht.
Neben diesen beiden längeren Serien erscheinen zwei Yonkoma-Serien: 4-Panel Yo-kai Watch: Geragera Manga Theater von Coconas Rumba ist seit Oktober 2014 in Spezial-Ausgaben des CoroCoro Comic zu lesen und Yo-kai Watch: 4-Panel Pun-Club von Santa Harukaze erscheint seit April 2015 im Magazin-Ableger CoroCoro Ichiban! Zur ersten Serie kam bisher ein Sammelband heraus, zur zweiten zwei Bände. Außerdem wurden zwei kürzere Geschichten veröffentlicht. Komasan 〜A Time for Fireworks and Miracles〜 von Shō Shibamoto erschien von April bis September 2015 im HiBaNa und Yo-kai Watch Busters von Atsushi Ohba wurde im CoroCoro Comics veröffentlicht. Beide erschienen auch in je einem Sammelband.

## Anime
Eine Anime-Serie zum Spiel wird seit 2014 vom Studio OLM produziert. Regie führt Shinji Ushiro und Hauptautor ist Yoichi Kato. Das Charakterdesign stammt von Masami Suda und Toshiya Yamada, die künstlerische Leitung liegt bei Aya Kuginuki und Toshihiro Kohama. Sie wird seit 8. Januar 2014 im japanischen Fernsehen ausgestrahlt und kam am 5. Oktober 2015 nach Nordamerika. Der Sender Nickelodeon strahlte in Deutschland am 9. Mai 2016 die 1. Staffel der Serie aus. Sie wurde auch in Frankreich, Korea, den Niederlanden, Polen, Ukraine, Russland, auf den Philippinen und in Lateinamerika im Fernsehen gezeigt.
Außerdem kamen in Japan vier Zeichentrickfilme zum Spiel und zur Serie in die Kinos:
- Yo-kai Watch: Tanjō no Himitsu da Nyan! (映画 妖怪ウォッチ 誕生の秘密だニャン！) am 14. Dezember 2014
- Yo-kai Watch: Enma Daioh to Itsutsu no Monogatari da Nyan! (映画 妖怪ウォッチ エンマ大王と5つの物語だニャン！) am 6. Dezember 2015
- Yo-kai Watch: Sora Tobu Kujira to Double no Sekai no Daibōken da Nyan! (映画 妖怪ウォッチ 空飛ぶクジラとダブル世界の大冒険だニャン！) am 17. Dezember 2016
- Yo-kai Watch Shadowside: Oni-ō no Fukkatsu (映画 妖怪ウォッチ シャドウサイド 鬼王の復活) am 16. Dezember 2017

### Synchronisation
| Rolle                    | japanischer Sprecher (Seiyū) | deutscher Sprecher                                               |
| ------------------------ | ---------------------------- | ---------------------------------------------------------------- |
| Erzählerin               | Hisako Kyouda                | Ulrike Hoetzel                                                   |
| Jibanyan                 | Etsuko Kozakura              | Marco Sven Reinbold                                              |
| Kēta Amano/Nathan Adams  | Haruka Tomatsu               | Tabea Hilbert                                                    |
| Whisper                  | Tomokazu Seki                | Oliver Krietsch-Matzura (Folgen 1–13) Martin Bross (ab Folge 14) |
| Alfred 'Freddy' Neumeier | Chie Sato                    | Dennis Saemann                                                   |
| Amnesimon                | Naoki Bandou                 | Marco Sven Reinbold                                              |
| Benjamin Adams           | Toru Nara                    | Nils Kreutinger                                                  |
| Bernhard 'Bär' Grabowski | Toru Nara                    | David M. Schulze                                                 |
| Elisabeth                | Ryoko Nagata                 | Gabriele Wienand                                                 |
| Frohland                 | Masahito Yabe                | Oliver Krietsch-Matzura                                          |
| Jammsel                  | Aya Endou                    | Birte Baumgardt                                                  |
| Katie Forester           | Aya Endou                    | Rieke Werner                                                     |
| Komajiro                 | Aya Endou                    | Marco Sven Reinbold                                              |
| Kyubi                    | Ryoko Nagata                 | Benjamin Stolz                                                   |
| Leodrio                  | Yuuko Sasamoto               | Marco Sven Reinbold                                              |
| Möter                    | Naoki Bandou                 | Hans Bayer                                                       |
| Opa Gusto                | Tadashi Miyazawa             | Oliver Krietsch-Matzura                                          |
| Petzmeralda              | Chie Sato                    | Rieke Werner                                                     |

### Musik
Die Musik der Serie komponierte Ken’ichirō Saigō. Die Vorspannlieder sind:
- Geragerapō no Uta von King Cream Soda

- Matsuri Hayashi de Geragerapō (祭り囃子でゲラゲラポー) von King Cream Soda

- Hatsukoi-tōge de Geragerapō (初恋峠でゲラゲラポー) von King Cream Soda

- Gerappo Dance Train (ゲラッポ・ダンストレイン) von King Cream Soda
- Jinsei Dramatic (人生ドラマティック) von King Cream Soda
- Terukunijinsha no Kumade (照国神社の熊手) von King Cream Soda

Die ersten beiden erhielten für die englische Synchronfassung einen neuen Text. Für die Abspanne verwendete man folgende Lieder:
- Yōkai Taisō Daiichi (ようかい体操第一) von Dream5

- Dan Dan Dubi Zubā! (ダン・ダン ドゥビ・ズバー!) von Dream5

- Idol wa Ūnyanya no Kudan (アイドルはウーニャニャの件) von Nyā KB mit Tsuchinoko Panda

- Yōkai Taisō Daini (ようかい体操第二) von Dream5
- Uchū Dance! (♪宇宙ダンス!) von Kotori With Stitch Bird
- Chikyūjin (地球人; Earthling) von Kotori With Stitch Bird
- Furusato Japan (ふるさとジャポン) von LinQ

## Rezeption
Das erste Spiel der Yo-Kai-Watch-Reihe erhielt, ebenso wie Yo-kai Watch 2, von Famitsu mit 36/40 eine sehr gute Bewertung. Yo-kai Watch 2 zählt über 5 Millionen verkaufte Exemplare.
2014 gewann der Shōnen-Manga den 38. Kōdansha-Manga-Preis in der Kategorie Kodomo. Im darauffolgenden Jahr wurde er mit dem Shōgakukan-Manga-Preis in derselben Kategorie ausgezeichnet. Die Sammelbände verkauften sich in den ersten Wochen bis zu 50.000 mal, einzelne Bände auch bis zu 240.000 mal. Die Bände des Shōjo-Manga verkaufen sich je etwa 30.000 mal.